# 藤本文朗
藤本文朗（ふじもと　ぶんろう、1935年2月27日 - ）は、日本の特殊教育学者・社会運動家。学位は、教育学博士（東北大学・1993年）（学位論文「障害児教育の義務制に関する教育臨床的研究」）。滋賀大学名誉教授、大阪健康福祉短期大学名誉教授。

## 来歴
京都府生まれ。東京教育大学特殊教育卒、1961年京都大学大学院教育学研究科修士課程修了、大阪学芸大学助手、1965年福井大学教育学部講師、助教授、1978年滋賀大学教育学部助教授、教授、1993年「障害児教育の義務制に関する教育臨床的研究」で東北大学より教育学博士の学位を取得。2000年定年退官、名誉教授、大阪健康福祉短期大学教授、2009年退職、名誉教授。全国障害者問題研究会顧問、アジア高齢者福祉研究会代表。「ベトちゃんドクちゃんの発達を願う会」代表。
2005年京都オムロンヒューマン大賞、2006年ベトナム大統領人民友好賞受賞。2014年瑞宝中綬章受勲。

## 著書
- 『障害者の発達と教育的環境』青木書店 青木教育叢書 1983

### 共編著
- 『この子らの生命輝く日 障害児に学校を』河添邦俊、清水寛共著 新日本新書 1974
- 『障害者に住みよいまちを』大久保哲夫共編 全国障害者問題研究会出版部 1980
- 『障害児教育学入門』大久保哲夫共編 青木書店 青木教育叢書 1981
- 『戦争と障害者 ベトナムからの証言』高野哲夫共編 青木書店 障害者問題双書 1981
- 『自閉性障害児の発達と教育』新見俊昌共編 青木書店 障害者問題双書 1982
- 『完全参加をめざす教育 障害児教育妨害の「理論」批判』鴨井慶雄共編 全国障害者問題研究会出版部 1983
- 『笑顔でかたる子ら 重症児と家庭・学校・地域づくり』真殿尊子共編 青木書店 障害者問題双書 1984
- 『障害児教育をどうすすめるか 論争点の解明と批判』窪島務共編 青木書店 障害者問題双書　1986
- 『障害児教育とインテグレーション 明日の障害児教育像を探る』渡部昭男共編 労働旬報社 1986
- 『生協と共同作業所 はたらく障害者とともに』編 かもがわブックレット 1988
- 『青年期の自閉性障害者 その発達と医療・労働・福祉』佐藤比登美共編 青木書店 障害者問題双書 1988
- 『放課後の障害児 障害者の社会教育』津止正敏共編 青木書店 障害者問題双書　1988
- 『瞳輝いて 重症心身障害児の教育』白石正久・上田和美共編 全国障害者問題研究会出版部 1990
- 『学校5日制と障害児の発達 子ども・学校・地域づくり』津止正敏、三島敏男共編 かもがわ出版 21障害児教育実践シリーズ 1992
- 『京都障害者歴史散歩』藤井克美共編 文理閣 1994
- 『障害児教育学の現状・課題・将来』小川克正共編 培風館 障害児教育シリーズ 1996
- 『障害児教育の義務制に関する教育臨床的研究』編著 多賀出版 1996
- 『ベトちゃんドクちゃんだけでなく 日越11年間の国際交流レポート』ベトちゃんとドクちゃんの発達を願う会共編 文理閣 1997
- 『障害児と家族のノーマライゼーション 滋賀の「障害を持つ子どもたちの生活実態調査」から』黒田学共編著 群青社 1999
- 『働きざかり男が介護するとき』津止正敏共編 文理閣 2003
- 『キーワードブック障害児教育 特別支援教育時代の基礎知識』清水貞夫共編集代表 青木道忠,荒木穂積,黒田学,津田充幸,向井啓二編 クリエイツかもがわ 2005
- 『手づくりの国際理解教育 ベトナム障害児スタディーツアー』藤井克美,黒田学,向井啓二共編著 クリエイツかもがわ 2008
- 『ベト・ドクが教えてくれたもの 分離手術成功20周年と平和へのメッセージ』ベトちゃん・ドクちゃんの発達を願う会,江崎智里,津止正敏共編 クリエイツかもがわ 2009
- 『高齢者介護のコツ 介護を支える基礎知識』石田一紀,垰田和史,松田美智子 (料理研究家)共編著 クリエイツかもがわ 2010
- 『青年・成人期自閉症の発達保障 ライフステージを見通した支援』新見俊昌,別府哲共編著 クリエイツかもがわ 2010
- 『ベトとドクと日本の絆』桂良太郎,小西由紀共編著 新日本出版社 2010
- 『これでいいのか小中一貫校 その理論と実態』山本由美,佐貫浩共編 新日本出版社 2011
- 『障害をもつ人々の社会参加と参政権』井上英夫,川崎和代,山本忠共編著 法律文化社 2011
- 『障害児の教育権保障と教育実践の課題 養護学校義務制実施に向けた取り組みに学びながら』二通諭共編 群青社 2014
- 『未来につなぐ療育・介護労働 生活支援と発達保障の視点から』北垣智基,鴻上圭太共編著 クリエイツかもがわ 2014
- 『ひきこもる人と歩む』青木道忠,関山美子,高垣忠一郎共編著 新日本出版社 2015

### 記念論集
- 『座して障害者と語る 藤本文朗退官記念論集』文理閣 2000

## 論文
- Cinii